# Кабель БРІКС
Кабель БРІКС — нереалізована волоконно-оптична підводна кабельна система зв'язку для телекомунікації між країнами БРІКС, зокрема Бразилією, Росією, Індією, Китаєм і Південною Африкою. Кабель було анонсовано у 2012 році. Станом на 2015 рік проєкт був заморожений. Проєкт мав на меті забезпечити пропускну здатність у південній півкулі та «забезпечити, щоб зв'язок країн, що розвиваються, не перебував у руках держав Півночі».
Довжина кабелю приблизно 34 000 кілометрів (21 000 миля) і містить 2-волоконну пару з пропускною здатністю 12,8 Тбіт/с. На момент завершення будівництва кабель мав стати третім за довжиною кабелем у світі. Він з'єднається з кабелем WACS на західному узбережжі Африки та кабелями EASSy і SEACOM на східному узбережжі континенту.
За даними «The Diplomat», серед країн БРІКС зростала настороженість щодо того, що коли їхній трафік даних проходить через центри в Європі чи Сполучених Штатах, це створює більший «ризик потенційного перехоплення критичної фінансової інформації та інформації про безпеку суб'єктами, які не входять до БРІКС».
Кабель БРІКС призначений «для обходу шпигунства США та АНБ через порти в Росії, Китаї, Сінгапурі, Індії, Маврикії, Південній Африці та Бразилії».
Згідно з повідомленням The BRICS Post, колишня президент Бразилії Ділма Русеф вважала режим шпигунства США «неприйнятним» і на знак протесту відклала офіційний візит до США.
Пункти посадки: Форталеза (Бразилія), Кейптаун (ПАР), Маврикій, Ченнаї (Індія), Сінгапур, Шаньтоу (Китай) і Владивосток (Росія).